# 相州屋
相州屋（そうしゅうや、生没年不詳）とは江戸時代の地本問屋である。

## 来歴
江戸において享保年間にほとんど奥村利信の漆絵の作品のみを出版している。

## 作品
- 『市川門之助と嵐和歌野（の傘をさしかける女）』 細判 漆絵 享保7年
- 『山下金作の大磯とら』 細判 漆絵 享保9年
- 『二世市川団十郎と市川門之助』 細判 漆絵 享保中期
- 『四季の花売』 細判 漆絵 享保